# Washta (Iowa)
Washta – miasto w Stanach Zjednoczonych, w stanie Iowa, w hrabstwie Cherokee. W 2000 roku liczyło 282 mieszkańców.